# Karlo Marciuš
Karlo Marciuš (* 16. Dezember 1999) ist ein kroatischer Leichtathlet, der sich auf den Sprint spezialisiert hat.

## Sportliche Laufbahn
Erste Erfahrungen bei internationalen Meisterschaften sammelte Karlo Marciuš im Jahr 2016, als er bei den U18-Balkan-Meisterschaften in Kruševac in 51,74 s den siebten Platz im 400-Meter-Lauf belegte. 2022 gelangte er bei den Balkan-Meisterschaften in Craiova mit 21,27 s auf Rang sechs im 200-Meter-Lauf. 2024 wurde er bei den Balkan-Meisterschaften in Izmir in 21,68 s Achter im A-Lauf über 200 Meter.
2022 wurde Marciuš kroatischer Meister im 200-Meter-Lauf sowie 2024 in der 4-mal-200-Meter-Staffel. Zudem wurde er 2024 Hallenmeister in der 4-mal-200-Meter-Staffel.

## Persönliche Bestleistungen
- 100 Meter: 10,42 s (+0,8 m/s), 31. Juli 2021 in Graz
  - 60 Meter (Halle): 6,99 s, 3. Februar 2024 in Zagreb
- 200 Meter: 20,96 s (0,0 m/s), 19. Mai 2024 in Karlovac
  - 200 Meter (Halle): 21,39 s, 22. Januar 2022 in Zagreb